# Red Saunders (Fotograf)
Red Saunders (* 28. Dezember 1945 in London, England) ist ein britischer Fotograf und Regisseur. Er ist einer der Gründer von Rock Against Racism.

## Leben
Saunders wurde 1945 in London geboren. Als junger Mod trat er in den 1960er Jahren der Laien-Theatergruppe CAST bei, was Saunders später als wichtigen Einfluss für sein Schaffen bewertete.
Von 1963 bis 1965 absolvierte er eine fotografische Ausbildung bei den Werbeagenturen G.S.Royds und S.H.Bensons sowie den Gilchrist Studios in London. Später studierte er an der Polytechnic of Central London und arbeitete für G.S.Royds im Photo de Seine Studio in Paris. Nach Tätigkeiten als Assistenten für die Werbefotografen Jimmy Wormser und Lou Long ging er 1967 im Auftrag der Bertrand Russell Peace Foundation in den Nahen Osten, wo er unter anderem aus dem Libanon und während und nach dem Sechstagekrieg aus Syrien, Jordanien und Ägypten berichtete. Nach einer Anstellung beim GM Studio war Saunders ab 1969 für die Sunday Times tätig.
In den 1970er Jahren folgte eine verstärkte Tätigkeit für Werbekunden, Redaktionen und Buchverlage im Vereinigten Königreich, Europa und den Vereinigten Staaten. Seine Fotografien fanden unter anderem auf zahlreichen Schallplattencovern von Künstlern wie Suzi Quatro, Jean-Michel Jarre, Seething Wells, Benjamin Zephaniah, Billy Connolly, Big Country, Aswad oder Yellowman Verwendung.
Ab den späten 1970er Jahren fotografierte er unter anderem für das Sunday Times Magazine, Time Out, Rolling Stone, GQ, Time oder Life. Ab 1983 war Saunders an der Herausgabe von Bildbänden wie 24 Hours in the Life of Los Angeles / Olympic City '84 oder A Day in the Life of London beteiligt.
1976 rief Saunders gemeinsam mit Roger Huddle und weiteren Aktivisten die ursprünglich nur als einmaliges Event geplante Initiative Rock Against Racism ins Leben.
Ab 1985 betrieb Saunders das Unternehmen Short Circuit Films, wo unter seiner Regie zuerst der Kurzfilm The End entstand. Von 1990 bis 1993 drehte er die sechsteilige Produktion The Gift für die BBC Wales und White Girls on Dope für Channel 4. Die gemeinsam mit Glenn Carwithen gedrehten Autumn Graphics Werbespots für Channel 4 wurden 1993 bei den D&AD Awards mit einem Yellow Pencil ausgezeichnet.
1993 wurde bei einem Brandanschlag sein Londoner Studio mit einem Großteil seines Werks zerstört, woraufhin sich Saunders eine dreijährige Auszeit nahm. Ab 1996 drehte er wieder einige Werbespots für Kunden wie Ribena, Safeways, Lillywhites, Sony, Nintendo und Sure im Vereinigten Königreich, sowie Deutschland und den Vereinigten Staaten. Ab dem Jahr 1999 begann er auch wieder mit der Fotografie, wobei er sich nun verstärkt persönlicheren Themen zuwandte und sich erstmals mit digitaler Fotobearbeitung auseinandersetzte. Im Jahr 2000 hatte Saunders eine Nearby betitelte Soloausstellung seiner Fotografien in der Pentagram Gallery, London. Nach einem Auftrag für das italienische Architekturmagazin Domus entstanden weitere Arbeiten aus dem Bereich der Architektur- und Landschafts-Fotografie.
Im Jahr 2008 begann Saunders sein Projekt Hidden, in dem er mit großformatigen tableaux vivants („lebende Bilder“) Ereignisse aus dem jahrhundertelangen Kampf um Demokratie und soziale Gerechtigkeit nachstellt. Saunders will durch sein Projekt vor allem Abweichler, Revolutionäre, Radikale und Non-Konformisten sichtbar machen, die neben den zumindest in Gemälden festgehaltenen Königen, Königinnen und Schlachten bislang kaum bildhaft dokumentiert („versteckt“) wurden.
2011 wurden seine Fotografien in der Impressions Gallery in Bradford ausgestellt. 2013 und 2014 wurde die Ausstellung in weiteren Ausstellungsorten wie Manchester oder Winchester präsentiert.

## Schriften und Herausgeberschaften (Auswahl)
- Klaus Fabricius, Red Saunders (Hrsg.): 24 Hours in the Life of Los Angeles / Olympic City '84. Alfred van der Marck Editions, New York, 1984, ISBN 9780912383040.
- Red Saunders, Syd Shelton, Malcolm McGregor: A Day in the Life of London. Jonathan Cape Ltd, 1985, 288 Seiten, ISBN 978-0224029759.
- Red Saunders, Syd Shelton: Ireland: A Week in the Life of a Nation. Ebury Press, 1986, 288 Seiten, ISBN 9780712695183.
- Roger Huddle, Red Saunders: Reminiscences of RAR: Rocking Against Racism (1976–1982). Redwords, 2016, 256 Seiten, ISBN 9781910885369.